# Szárazpatak (Ukrajna)
Szárazpatak (ukránul: Сухий) falu Ukrajnában, Kárpátalján, a Huszti járásban.

## Fekvése
Ökörmezőtől északnyugatra, Repenye nyugati szomszédjában fekvő település.

## Nevének eredete
A Szuha helységnév ruszin víznévből keletkezett névátvitellel. A pataknév alapja a ruszin-ukrán сухий ’száraz, sovány, aszott’ melléknév nőnemű formája, mely nyaranta kiszáradó folyót, patakot jelent. A magyar Szárazpatak név tükörfordítás eredménye, 1904-ben jött létre hivatalos úton.

## Története
Szárazpatak nevét 1864-ben Szuchaj néven említették. Későbbi névváltozatai: 1892-ben Szuha, 1898-ban Szucha, 1907-ben és 1913-ban , 1918-ban Szárazpatak, 1944-ben Szuhi, Сухій, 1983-ban Сухий, Сухoй (Zo).
Ripinye külterületi lakott helye volt, 2020-ig közigazgatásilag is hozzá tartozott.